# مارك راسيل (صحفي)
مارك راسيل (بالإنجليزية: Mark Russell)‏ هو عازف بيانو وصحفي أمريكي، ولد في 23 أغسطس 1932 في بوفالو في الولايات المتحدة.

## وصلات خارجية
- مارك راسيل على موقع IMDb (الإنجليزية)